# Круглопильный станок

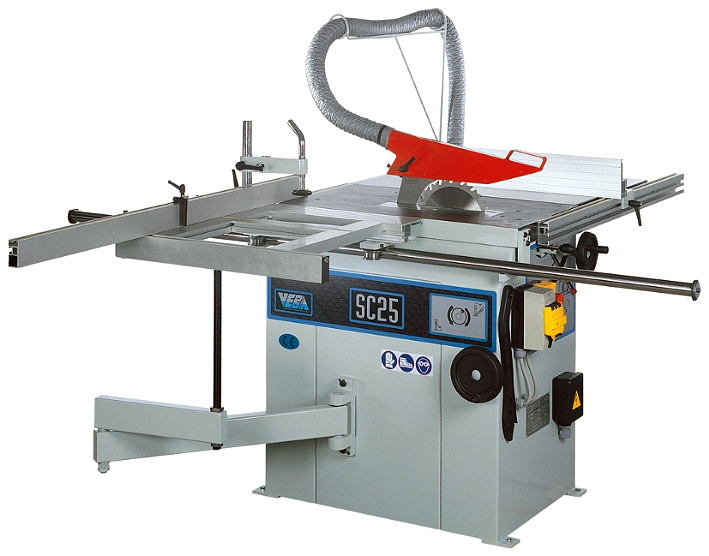

Круглопи́льный стано́к (устаревшее название: стационарная циркулярная пила) — станок, предназначенный для продольной, поперечной распиловки и распиловки под углом древесины и других материалов. Режущим инструментом в данном станке является круглая пила.

## Конструкция
Основные элементы круглопильного станка: станина, пильный вал, механизм подачи, приводы пильного вала.
Круглопильные станки могут быть однодисковыми и многодисковыми.
По способу подачи распиливаемого материала различают станки с ручной и автоматической подачей.

## Применение в лесопилении
Круглопильные станки получили в лесопилении широкое распространение. Они используются преимущественно для распиловки тонкомерного сырья. 

Основное преимущество круглопильных станков по сравнению с другим бревнопильным оборудованием заключается в простоте конструкции, сравнительно небольшой стоимости и высокой производительности. Энергоемкость распиловки на круглопильном станке ниже, чем на станках другой конструкции.